# Brookwood Cemetery
Brookwood cemetery is een begraafplaats in het Engelse plaatsje Brookwood, Surrey. De begraafplaats heeft als bijnaam London necropolis. De begraafplaats is opgericht door de London Necropolis Company in 1852. Van dit bedrijf heeft de begraafplaats dus zijn bijnaam gekregen.

## Geschiedenis
De oorsprong van Brookwood is te vinden in het gebrek aan ruimte om de steeds verder groeiende stad London van voldoende ruimte voor begrafenissen te voorzien. De London Necropolis Company had daartoe een gebied van bijna negen vierkante kilometer gekocht in Brookwood, met als doel deze grond als begraafplaats in te richten. Een deel van de grond is in de loop van de jaren verkocht. Het blijft een van de grootste, zo niet de grootste, begraafplaats van het Verenigd Koninkrijk. Oorspronkelijk ging er een trein van London naar Brookwood. Er was een speciaal perron in het station van Waterloo, genaamd The Necropolis Station . In Brookwood werd de treinbaan gesplitst in twee gedeelten, elk met een eigen station, een voor Anglikaanse en een voor andere geloven. Na de bombardementen in de Tweede Wereldoorlog is de treinverbinding in onbruik geraakt, hoewel het treinstation beschermd stadsgezicht is. Inmiddels ligt er geen spoorbaan meer in de begraafplaats. Het tracé is nog wel te zien.

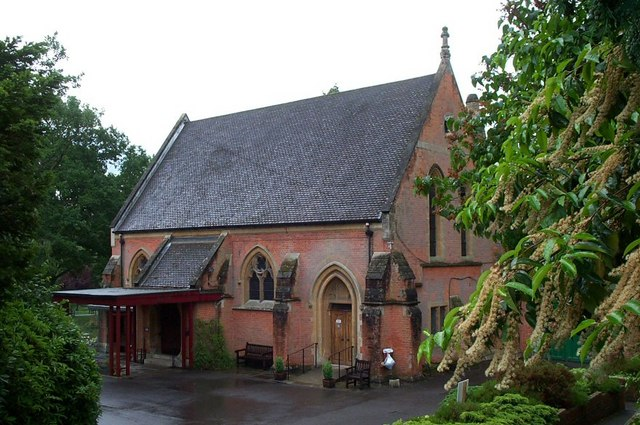
Woking Crematorium

Grote delen van de begraafplaats zijn inmiddels verkocht. Een deel is verkocht aan de Cremation Society of Great Britain om een testfaciliteit voor crematie te bouwen. Dit is later Woking Crematorium geworden.

## Huidige begraafplaats

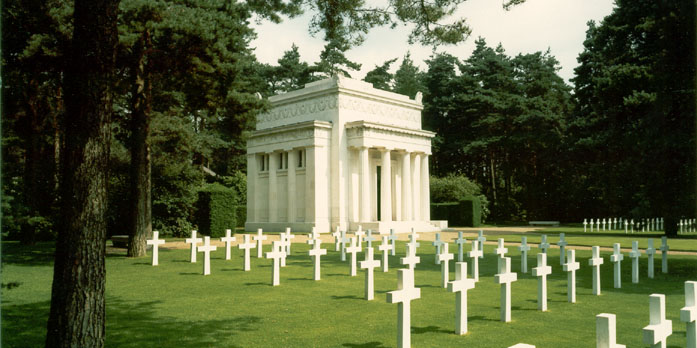
Brookwood American Cemetery in Brookwood Military Cemetery

De begraafplaats bestaat inmiddels uit vele kleine begraafplaatsen waar individuele geloven terechtkunnen. Er is ook een duidelijke scheiding tussen de burger en militaire begraafplaats. Een van de grote begraafplaatsen is Brookwood Military Cemetery, een afgerasterd deel van de begraafplaats dat verkocht is. Dit gedeelte wordt onderhouden door de Commonwealth War Graves Commission en de American Battle Monuments Commission. Maar er is ook een kleine begraafplaats voor gesneuvelde militairen van de Turkse Luchtmacht (in het burgergedeelte).
Verder zijn er kleine begraafplaatsen voor onder andere, enkele lokale kerken, Isma'ilisme, de Koptisch-orthodoxe Kerk, Zoroastrisme maar ook de Zweedse Kerk. Brookwood heeft een groot islamitisch gedeelte waar onder andere Muhammad al-Badr, de oud Koning van het Jemen en Marmaduke Pickthall begraven liggen. Het vermoeden bestaat dat Brookwood mogelijk de grootste Islamitische begraafplaats in het Verenigd Koninkrijk zal worden.
Op de begraafplaats is ook een klein klooster dat een eigen kerkje heeft. In dit kerkje zouden de relikwieën van Eduard de Martelaar bewaard worden. Het is voor een deel gehuisvest in een van de oude trein stations.

## Bezoek
Het treinstation van Brookwood heeft twee uitgangen. Een voor het plaatsje Brookwood, aan de andere kant loop je zo de begraafplaats op. De begraafplaats is gelegen aan beide zijden van Cemetery Pales in Brookwood in Surrey. De Militaire begraafplaats ligt in het noordelijke gedeelte.